# Carl Thomas

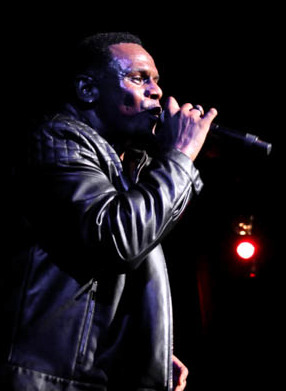
Carl Thomas in 2014

Carl Thomas (Aurora (Illinois), 15 juni 1972) is een Amerikaanse R&B-zanger. Hij is lid van Bad Boy Entertainment. In 1999 bracht Carl Thomas zijn debuutalbum uit, Emotions. Van dat album komen de twee succesvolle singles I Wish en Emotions.
In 2004 volgde zijn tweede album, Let's Talk About It, waarop hij samenwerkt met onder meer LL Cool J. In 2006 verliet Carl Thomas Bad Boy en tekende hij bij Interscope. Bij Interscope werkte Thomas aan zijn derde album, So Much Better, dat verschijnen zou op 5 juni 2007.
Op 7 december 2006 werd Carl Thomas, samen met Chaka Khan, Yolanda Adams en Gerald Levert, genomineerd voor de Grammy Award voor het beste R&B-nummer van een duo of groep, met het nummer Everyday. Dat nummer komt van de soundtrack van de Amerikaanse film Madea's Family Reunion.
- Bibliothèque nationale de France: cb14033973r (data)
- International Standard Name Identifier: 0000 0000 4345 832X
- Library of Congress Control Number: no2001095690
- MusicBrainz: e33755fb-961d-452d-a944-705130436d67
- Virtual International Authority File: 32197867
- WorldCat: E39PBJjCMCgRbVCcKyyGqHrpfq